# Ulica Niciarniana w Łodzi
Ulica Niciarniana w Łodzi – ulica w Łodzi w dzielnicy Widzew (osiedle Stary Widzew).

## Charakterystyka
Ciągnie się od ul. Czechosłowackiej (osiedle Podgórze) na północy do ul. Stanisława Przybyszewskiego na południu.
Znana jest głównie z leżącej przy niej od XIX w. fabryki nici, aktualnie funkcjonującej jako Ariadna S.A. Fabryka Nici. Przy ulicy znajduje się również przystanek kolejowy Łódź Niciarniana oraz Dom Kultury „Ariadna”. Do lat 90. XX wieku przy skrzyżowaniu Niciarnianej i św. Kazimierza istniało kino „Pokój”. Niedaleko ulicy znajduje się Stadion Widzew Łódź. 
Ulica Niciarniana jest zamieszkana na odcinku na północ od al. marsz. J. Piłsudskiego – na południe od niej zajęta jest przez zakłady, magazyny oraz przychodnie. Przy ul. Niciarnianej znajdują się dwa parki: Baden-Powella (dawniej: Rozrywkowy), który stanowi wschodni kres Parku 3 Maja oraz Widzewski.